# Jana Dörries
Jana Dörries (Potsdam, Alemania, 24 de septiembre de 1975) es una nadadora alemana retirada especializada en pruebas de estilo braza, donde consiguió ser subcampeona olímpica en 1992 en los 4 x 100 m estilos.

## Carrera deportiva
En el Campeonato Mundial de Natación de 1991 celebrado en Perth, Australia, ganó la medalla de bronce en los relevos de 4 x 100 metros estilos, nadando el largo de braza, tras Estados Unidos y Australia (plata); al año siguiente, en los Juegos Olímpicos de Barcelona 1992 ganó la medalla de plata en los relevos de 4 x 100 metros estilos (nadando el largo de braza), con un tiempo de 4:05.19 segundos, tras Estados Unidos y por delante del Equipo Unificado.

## Palmarés internacional
| Juegos Olímpicos               | Juegos Olímpicos        | Juegos Olímpicos  | Juegos Olímpicos  |
| Año                            | Lugar                   | Medalla           | Prueba            |
| ------------------------------ | ----------------------- | ----------------- | ----------------- |
| 1992                           | Barcelona (España)      | Medalla de plata  | 4 × 100 m estilos |
| Campeonato Mundial de Natación |                         |                   |                   |
| Año                            | Lugar                   | Medalla           | Prueba            |
| 1991                           | Perth (Australia)       | Medalla de plata  | 100 m braza       |
| 1991                           | Perth (Australia)       | Medalla de bronce | 200 m braza       |
| 1991                           | Perth (Australia)       | Medalla de bronce | 4 × 100 m estilos |
| Campeonato Europeo de Natación |                         |                   |                   |
| Año                            | Lugar                   | Medalla           | Prueba            |
| 1993                           | Sheffield (Reino Unido) | Medalla de oro    | 4 × 100 m estilos |